# Podlëdnyj Kupol
Podlëdnyj Kupol är en bergstopp i Antarktis. Den ligger i Östantarktis. Australien gör anspråk på området. Toppen på Podlëdnyj Kupol är 217 meter över havet.
Terrängen runt Podlëdnyj Kupol är platt åt nordost, men åt sydväst är den kuperad. Trakten är obefolkad. Det finns inga samhällen i närheten.